# Witte hermelijnvlinder
De witte hermelijnvlinder (Cerura erminea) is een vlinder uit de familie Notodontidae, de tandvlinders. De voorvleugellengte bedraagt tussen 30 en 38 millimeter voor de wijfjes en tussen de 25 en 30 millimeter bij de mannetjes. Hij overwintert als pop.

## Waardplanten
De witte hermelijnvlinder heeft wilg en populier als waardplanten.

## Voorkomen in Nederland en België
De witte hermelijnvlinder is in Nederland een zeldzame soort uit het zuiden en in België een zeldzame soort, die verspreid over het hele land kan worden gezien. De vlinder kent één generatie, die vliegt van mei tot en met juli.